# 야기 나나
야기 나나(일본어: 八木 奈々, 2000년 9월 3일~)는 일본의 배우이다. MIDE-710 라는 작품으로 데뷔하였다.